# Sherlock Holmes: The Awakened (trò chơi điện tử 2023)
Sherlock Holmes: The Awakened là một trò chơi điện tử phiêu lưu được phát triển và phát hành bởi Frogwares. Đây là phiên bản làm lại của trò chơi Sherlock Holmes: The Awakened ra mắt năm 2007 và là phần thứ mười trong sê-ri game Sherlock Holmes.